# Német férfi kézilabda-bajnokság (első osztály)
A Handball Bundesliga a legmagasabb osztályú német férfi kézilabda-bajnokság. Ebben a sorozatban dől el a német bajnoki cím sorsa, és az, hogy mely német csapatok induljanak a következő évi nemzetközi kupákban.
A bajnokságot 1965-ben alapították ilyenkor még Észak- és Dél-Németország bajnoksága külön volt. A szponzort a 2007-08-as szezontól kezdve a Toyota autómárka adja. A koronavírus-járvány miatt a 2019-2020-as szezont félbeszakították, és a Német Kézilabda-szövetség döntésének értelmében a táblázatot vezető Kiel lett a bajnok. Kiesők nem voltak, a másodosztályból feljutott a Coburg és az Essen, így a 2020-2021-es idényben húsz csapattal indul a bajnokság.

## Szabályok
Minden csapat kétszer játszik a liga többi csapatával, egyszer otthon, egyszer pedig idegenben. Így tehát a 18 csapat összesen 34 fordulót játszik. A bajnokság felénél, 15 forduló után szünetel a bajnokság, amikor az aktuális világ-, vagy Európa-bajnokság zajlik.

## Eddigi győztesek
| Szezon  | Bajnokcsapat           |
| ------- | ---------------------- |
| 1949–50 | SV Polizei Hamburg     |
| 1950–51 | SV Polizei Hamburg     |
| 1951–52 | SV Polizei Hamburg     |
| 1952–53 | SV Polizei Hamburg     |
| 1953–54 | Frisch Auf Göppingen   |
| 1954–55 | Frisch Auf Göppingen   |
| 1955–56 | Berliner SV 1892       |
| 1956–57 | THW Kiel               |
| 1957–58 | Frisch Auf Göppingen   |
| 1958–59 | Frisch Auf Göppingen   |
| 1959–60 | Frisch Auf Göppingen   |
| 1960–61 | Frisch Auf Göppingen   |
| 1961–62 | THW Kiel               |
| 1962–63 | THW Kiel               |
| 1963–64 | Berliner SV 1892       |
| 1964–65 | Frisch Auf Göppingen   |
| 1965–66 | VfL Gummersbach        |
| 1966–67 | VfL Gummersbach        |
| 1967–68 | SG Leutershausen       |
| 1968–69 | VfL Gummersbach        |
| 1969–70 | Frisch Auf Göppingen   |
| 1970–71 | Grün-Weiß Dankersen    |
| 1971–72 | Frisch Auf Göppingen   |
| 1972–73 | VfL Gummersbach        |
| 1973–74 | VfL Gummersbach        |
| 1974–75 | VfL Gummersbach        |
| 1975–76 | VfL Gummersbach        |
| 1976–77 | Grün-Weiß Dankersen    |
| 1977–78 | TV Grosswallstadt      |
| 1978–79 | TV Grosswallstadt      |
| 1979–80 | TV Grosswallstadt      |
| 1980–81 | TV Grosswallstadt      |
| 1981–82 | VfL Gummersbach        |
| 1982–83 | VfL Gummersbach        |
| 1983–84 | TV Grosswallstadt      |
| 1984–85 | VfL Gummersbach        |
| 1985–86 | TUSEM Essen            |
| 1986–87 | TUSEM Essen            |
| 1987–88 | VfL Gummersbach        |
| 1988–89 | TUSEM Essen            |
| 1989–90 | TV Grosswallstadt      |
| 1990–91 | VfL Gummersbach        |
| 1991–92 | SG Wallau-Massenheim   |
| 1992–93 | SG Wallau-Massenheim   |
| 1993–94 | THW Kiel               |
| 1994–95 | THW Kiel               |
| 1995–96 | THW Kiel               |
| 1996–97 | TBV Lemgo              |
| 1997–98 | THW Kiel               |
| 1998–99 | THW Kiel               |
| 1999–20 | THW Kiel               |
| 2000–01 | SC Magdeburg           |
| 2001–02 | THW Kiel               |
| 2002–03 | TBV Lemgo              |
| 2003–04 | SG Flensburg-Handewitt |
| 2004–05 | THW Kiel               |
| 2005–06 | THW Kiel               |
| 2006–07 | THW Kiel               |
| 2007–08 | THW Kiel               |
| 2008–09 | THW Kiel               |
| 2009–10 | THW Kiel               |
| 2010–11 | HSV Hamburg            |
| 2011–12 | THW Kiel               |
| 2012–13 | THW Kiel               |
| 2013–14 | THW Kiel               |
| 2014–15 | THW Kiel               |
| 2015–16 | Rhein-Neckar Löwen     |
| 2016–17 | Rhein-Neckar Löwen     |
| 2017–18 | SG Flensburg-Handewitt |
| 2018–19 | SG Flensburg-Handewitt |
| 2019–20 | THW Kiel               |
| 2020–21 | THW Kiel               |
| 2021–22 | SC Magdeburg           |
| 2022–23 | THW Kiel               |

## Külső hivatkozások
- A Bundesliga honlapja
- Statisztika